# تايرون جارنر
تايرون جارنر هو لاعب هوكي الجليد كندي، ولد في 27 يوليو 1978 في Stoney Creek, Ontario ‏ في كندا.

## وصلات خارجية
- تايرون جارنر على موقع دوري الهوكي الوطني (الإنجليزية)
- تايرون جارنر على موقع EliteProspects.com (الإنجليزية)
- تايرون جارنر على موقع HockeyDB.com (الإنجليزية)